# Síndrome de Ellis-van Creveld

El Síndrome de Ellis-van Creveld se transmite con un patrón autosómico recesivo

El síndrome de Ellis van Creveld es una enfermedad hereditaria de tipo autosómica recesiva, causada por defectos en uno de los dos genes implicados en este síndrome (EVC y EVC2), los cuales se hallan cerca el uno del otro.

## Epidemiología
La gravedad de la enfermedad varía de una persona a otra. La mayor tasa de esta afección se observa entre la población de la Vieja Orden Amish del condado de Lancaster en Pensilvania y es bastante infrecuente en la población general. Esto se debe a la elevada consanguinidad que presenta este grupo social, al existir barreras reproductivas de tipo social y emparejamiento dirigido.

## Cuadro clínico
Se trata de numerosas anomalías como polidactilia, defectos congénitos del corazón, erupción prenatal de los dientes, displasia de uñas, acondroplasia con extremidades cortas, paladar hendido y malformación de los huesos de la muñeca.